# Cepu

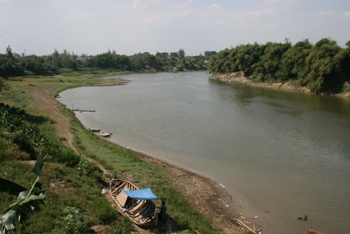
Le fleuve Solo à Cepu

Cepu est un kecamatan du kabupaten de Blora, dans la province indonésienne de Java central, située à la frontière avec la province de Java oriental, sur la route de Semarang à Surabaya.

## Économie et transport
À l'époque coloniale des Indes néerlandaises, Cepu était importante à cause de sa forêt de teck et de ses réserves de pétrole.
En 2005, une nouvelle découverte fut faite par ExxonMobil. Les réserves sont à cheval sur Java central et Java oriental. 10 % des revenus reviendront aux kabupaten de Blora et Bojonegoro, qui recevront respectivement 3,3 % et 6,7 %.
La ligne de chemin de fer de Semarang à Surabaya passe par Cepu.
Il y a encore un vieil aérodrome hollandais à Ngloram.

### « Les forçats du pétrole»
Dans la région de Cepu , huit cents hommes travaillent à l'exploitation du pétrole, comme leurs pères et leurs grands-pères. Le gisement a été découvert par des colons hollandais à la fin du XIXe siècle. Ils récoltent l'or noir dans des réservoirs à force des bras. Ici, pas de hautes tours de forage en métal ni de compresseurs ou de vannes high-tech ; des pyramides en bois disséminées dans la forêt marquent l'emplacement d'une vingtaine de forages. Les ouvriers remonte à l'aide d'un câble le réservoir qui a été " cueillir " le pétrole dans le sous-sol à 350 mètres de fond. Quand le réservoir gorgé de pétrole arrive à la surface, un ouvrier le guide avec une fourche sur de grosses pierres pour faire sauter la goupille et libérer le précieux liquide (une émulsion d'huile et d'eau) qui jaillit. Le mélange est ensuite conduit dans une rigole creusée à même le sol et s'écoule jusqu'au bassin de décantation. Plus léger que l'eau, le pétrole va doucement remonter à la surface. Il pourra être " écumé " à la main, puis stocké dans des bidons. Récemment, la majorité des forages se sont " mécanisés ". Si l'on peut dire... De vieux camions sont transformés en treuil.

Un forage permet de produire entre 20 et 70 barils de brut par jour.

Depuis mars 2007, les ouvriers raffinent eux-mêmes le pétrole de façon artisanale et vont le vendre en moto dans les villes et autres villages. Le gazoil y est vendu 0,18 € le litre. Les forçats du pétrole sont contents de leur sort : ils gagnent 4 à 5 fois plus que s'ils travaillaient dans les champs ou à l'usine.

## Culture et tourisme
Cepu possède encore plusieurs constructions coloniales, notamment le Loji Klunthung. Le cimetière hollandias ("Kuburan Londo") se trouve dans le village de Wonorejo, non loin de Cepu.
On trouve un artisanat du teck.

### Le chemin de fer forestier
Une voie de chemin de fer traverse les plantations de teck au nord-ouest de Cepu. La traction est encore à vapeur. Avec l'usine sucrière d'Olean à Situbondo dans Java oriental (candidate à la liste du patrimoine mondial de l'UNESCO) et le musée du chemin de fer d'Ambarawa à Java central, le chemin de fer forestier de Cepu est un des trois centres du patrimoine ferroviaire à vapeur de Java.
Les plus de 300 km de ligne furent construits en 1915 et ont continué à être exploités par la société forestière d'État Perhutani jusqu'à la fin des années 1990. Depuis 1998, de nombreux tronçons ont été enlevés, mais des trains forestiers ont continué à fonctionner jusqu'en 2002.
Depuis 2002, des trajets touristiques sont organisés sur les quelque 30 km restants. Ils mènent à un arboretum où on trouve des teckiers vieux de 150 ans. Les touristes peuvent en outre y assister à des spectacles culturels.